# Frédéric Joliot-Curie
Ne doit pas être confondu avec Frédéric Curie.
Pour les articles homonymes, voir Joliot-Curie et Famille Curie.
Jean Frédéric Joliot, dit Frédéric Joliot-Curie, né le 19 mars 1900 à Paris et mort le 14 août 1958 dans la même ville, est un physicien et chimiste français. Gendre de Pierre et Marie Curie, il a obtenu le prix Nobel de chimie en 1935 conjointement avec son épouse Irène Joliot-Curie. Il a été professeur au Collège de France, directeur de l'Institut du radium et membre de l'Académie des sciences. Il a joué un rôle majeur comme haut-commissaire dans les débuts de l'exploitation de l'énergie atomique en France dans l'immédiat de l'après Seconde Guerre mondiale.

## Famille, formation et vie privée
Né le 19 mars 1900, Frédéric Joliot est le plus jeune d'une fratrie de six enfants. Son père, Henri Joliot, commerçant, a fait la guerre de 1870 puis, après la défaite, a combattu dans les rangs de la Commune de Paris. Sa mère, Émilie Roederer, est protestante d’origine alsacienne.
Il entre au lycée Lakanal à Sceaux en 1908 où il reste neuf ans. Il prépare ensuite à l'école Lavoisier le concours d’entrée à l’École municipale de physique et de chimie industrielles. Il y est admis en 1919 (39e promotion) et se lie d'amitié avec Pierre Biquard. Il sort premier de l'école en 1923, avec le titre d'ingénieur. Il a eu comme professeur Paul Langevin.
Un stage aux acieries Arbed, au Luxembourg, en 1922, le prépare au métier d'ingénieur de l'industrie, mais, sous l'influence de son professeur Paul Langevin, il se passionne pour la recherche. En 1924, il effectue son service militaire à l'École d'artillerie de Poitiers, d'où il sort sous-lieutenant. En 1926, il épouse Irène Curie, fille aînée de Pierre et Marie Curie. Ensemble ils ont deux enfants : Hélène, en 1927, et Pierre, en 1932.

## Carrière scientifique

### Années 1924-1940

#### Institut du radium
Sur les recommandations de Paul Langevin, Frédéric Joliot entre, titulaire d'une bourse Rothschild, en 1925 à l'Institut du radium comme préparateur particulier de Marie Curie. Il passe alors sa seconde partie du baccalauréat ainsi que sa licence ès-sciences. Frédéric Joliot obtient son doctorat de sciences en 1930 avec une thèse portant sur l’étude électrochimique des radioéléments,. Il publie à cette occasion divers travaux sur les propriétés électriques des métaux en couches minces. Sa carrière se développe alors en parallèle à la faculté des sciences de l'université de Paris et à la Caisse nationale des sciences (puis Caisse nationale de la recherche scientifique) : assistant à l'Institut du radium et chargé de recherche en 1932, maître de recherche en 1933, maître de conférences en 1935, directeur de recherche en 1936.
Frédéric Joliot et sa femme Irène Curie, devenus Joliot-Curie, commencent à travailler ensemble à partir de 1929 à l'Institut du radium. Ils réalisent ensemble une expérience majeure sur un mystérieux rayonnement pénétrant excité par les rayons alpha dans les atomes légers. L’effet de projection de protons qu’ils mettent en évidence au début de 1932 est une étape majeure vers la découverte du neutron par James Chadwick en février 1932.
Au cours des deux années suivantes, Frédéric et Irène Joliot-Curie s'intéressent aux rayons gamma et aux neutrons produits dans plusieurs réactions nucléaires. Après la découverte de l'électron positif par Carl David Anderson, ils publient sur un nouveau processus d’absorption des rayons gamma par effet de paires d’électrons. Frédéric Joliot-Curie donne une preuve de l’annihilation des électrons positifs prévue par le théoricien Paul Dirac. Les résultats de Frédéric et Irène Joliot-Curie sur l’existence de possibles « électrons positifs de transmutation » sont contestés au conseil de physique Solvay d’octobre 1933. Reprenant leurs expériences, ils découvrent que ces électrons sont produits par un nouveau type de radioactivité, par émission d’électrons positifs. Ils donnent quinze jours plus tard une preuve chimique de l’existence du premier radioélément artificiel, le phosphore 30, ainsi que d’un second, l'azote 13.

#### Prix Nobel

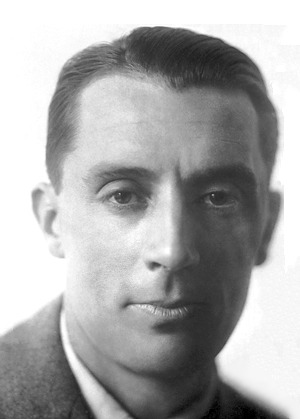
Frédéric Joliot en 1935.

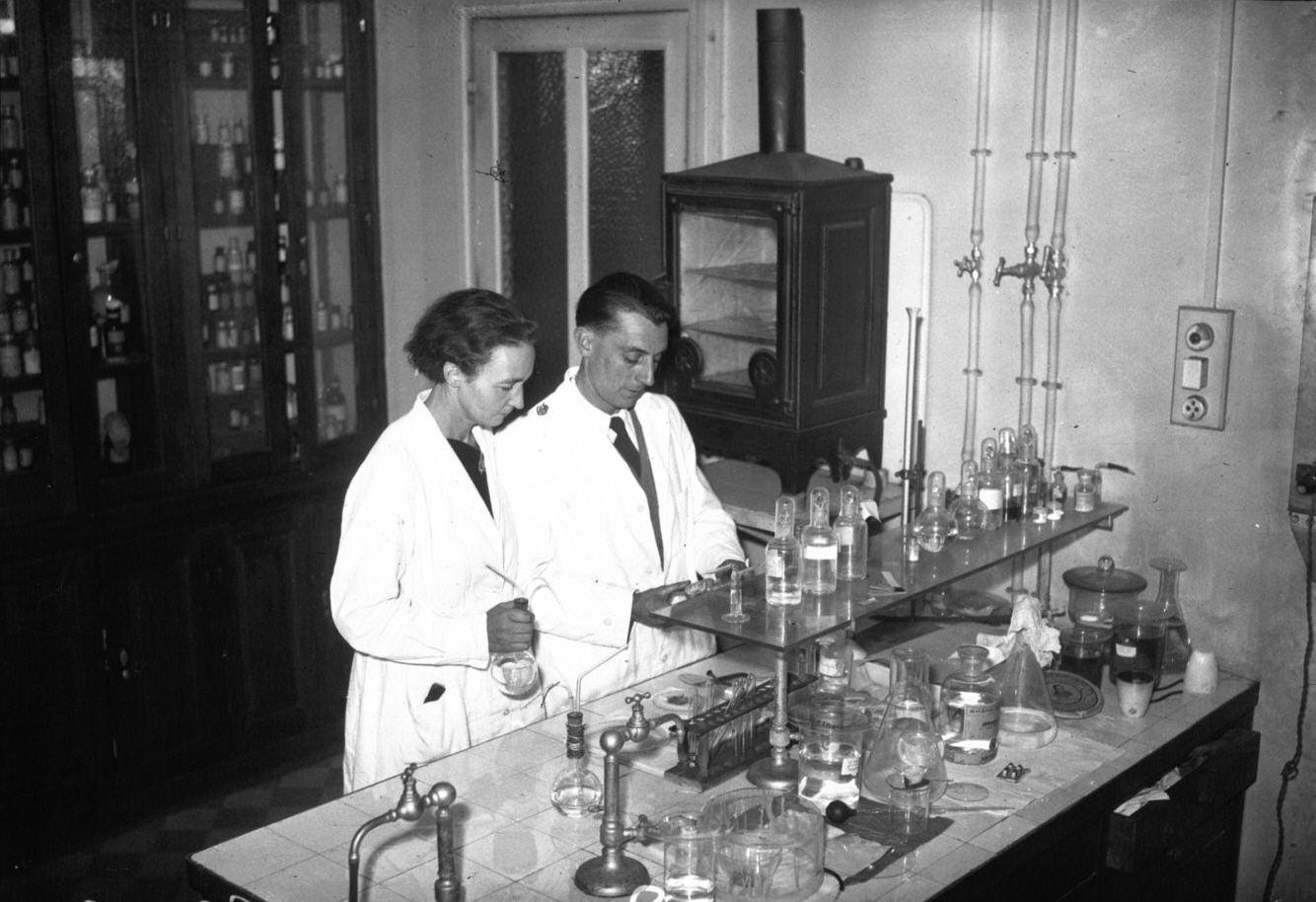
Irène et Frédéric Joliot-Curie dans leur laboratoire en 1935.

En 1935, ils obtiennent le prix Nobel de chimie « en reconnaissance de leur synthèse de nouveaux éléments radioactifs ». En janvier 1937, une chaire de chimie nucléaire est créée pour lui au Collège de France. Frédéric Joliot-Curie se consacre à la construction du premier cyclotron français. En 1937, le site d’une ancienne propriété de la Compagnie générale d'électro-céramique à Ivry-sur-Seine est acquis par la Caisse nationale de la recherche scientifique pour la construction du Laboratoire de synthèse atomique. Dirigé par Frédéric Joliot-Curie, le laboratoire est spécialisé pour la production des nouveaux radioéléments et leurs applications biologiques et physico-chimiques. Frédéric Joliot-Curie s’implique personnellement dans des recherches biologiques utilisant des traceurs radioactifs. Un autre laboratoire lui est mis à disposition par Léon Eyrolles au sein de l'Ecole Spéciale des Travaux Publics de Cachan.
Le 6 janvier 1939, Otto Hahn et Fritz Strassmann apportent à la communauté scientifique la preuve de la fission de l'uranium par bombardement de neutrons. Cette nouvelle fait sensation et provoque une émulation auprès des scientifiques de l'atome. Frédéric Joliot-Curie publie dès le 30 janvier dans les Comptes rendus hebdomadaires de l'Académie des sciences une preuve physique de la fission, indépendamment de celle donnée par Otto Frisch et met sur pied une équipe avec Hans Halban et Lew Kowarski, pour étudier les conditions pouvant rendre possible une réaction en chaîne.
D'autres équipes de physiciens, en particulier celle de Fermi et Szilard aux États-Unis, s’engagent dans des recherches analogues. Durant le mois de février 1939 à Paris, Frédéric Joliot-Curie, Halban et Kowarski réussissent à démontrer expérimentalement que la réaction en chaîne peut se produire. En mars, Frédéric Joliot-Curie charge Halban d'aller déposer par le premier avion au départ pour Londres, un article sur leur découverte pour la revue Nature. L'article de la découverte de la réaction en chaîne parait dans le no 143 de la revue, établissant l’émission de neutrons lors de la fission, suivi de deux autres en avril et mai sur le nombre et l’énergie des neutrons libérés. 
Fin avril 1939, Francis Perrin se joint à l'équipe afin de résoudre le calcul complexe de la masse critique. Perrin y parvient et conclut que la masse critique pour l'uranium doit être de 40 tonnes, voire 15 tonnes, si enfermée dans un réflecteur de neutrons. 

#### Trois brevets
Le calcul de criticité est déposé à l'Académie des sciences le 1er mai 1939. Le 4 mai 1939 Frédéric Joliot-Curie, Halban et Kowarski déposent via la Caisse nationale de la recherche scientifique trois brevets. Les deux premiers sont en vue de la production d'énergie nucléaire, dits « cas no 1 » et « cas no 2 » ou encore « cas A » et « cas B ». Le dernier brevet, et le plus important, « cas no 3 » ou encore « cas C », a pour titre Perfectionnement aux charges explosives. Ce brevet est le dépôt intellectuel de la bombe atomique et il est déposé sous le numéro provisoire no 445686. L'équipe de Frédéric Joliot-Curie dépose le 30 octobre un pli cacheté à l’Académie des sciences sur la possibilité de produire des réactions nucléaires en chaîne illimitée.
Daladier, alors président du Conseil et ministre de la Défense, voyant la nature de ce « cas no 3 » portant clairement sur l'armement, décide, alors que la guerre contre l'Allemagne menace d'éclater, d'apposer le sceau du secret défense sur cette invention et la réserve à l'État, mettant Frédéric Joliot-Curie et son équipe au service du ministère de l'Armement de Raoul Dautry en novembre 1939. Frédéric Joliot-Curie fait jouer ses relations pour pouvoir acquérir l'ensemble mondial du stock d'eau lourde produit par la Norsk Hydro-Elektrisk Kvaelstofaktieselskbab en Norvège, soit 185,5 kg répartis en 26 bidons. Il passe un accord avec la STR (Société des terres rares) pour acquérir le maximum de matière radioactive. Il organise pour l'État français un contrat d'approvisionnement en uranium avec l'Union minière du Haut Katanga via les actionnaires majoritairement belges. Par ces différents actes, il fait de la France le premier pays au monde à s'assurer un approvisionnement en uranium, et à comprendre l'importance de l'énergie nucléaire civile et militaire.
Hans Halban et Lew Kowarski, ses deux proches collaborateurs, dont une partie des ascendants sont juifs, sont de ce fait menacés par l'invasion allemande de mai 1940. Le 18 juin 1940, Frédéric Joliot-Curie les envoie en Angleterre pour mettre les découvertes de l'équipe hors de portée des Allemands. Cette exfiltration se fait via le navire charbonnier anglais Broompark, emportant à son bord 200 kg d'eau lourde, les documents, les brevets et le plus important : les hommes ayant travaillé avec Frederic Joliot-Curie et les seuls avec lui à comprendre la portée de leur savoir. 
Lui-même préfère rester en France. Selon son biographe Michel Pinault, les raisons familiales, en particulier l'isolement de ses jeunes enfants à l'Arcouest, en Bretagne, ne sont pas essentielles dans cette décision. Il aurait exprimé à plusieurs personnes de son entourage son refus de quitter la France par sa conviction que la guerre allait continuer et qu'une occupation longue commençait, à laquelle il voulait faire face en y restant ; que la défaite était le résultat d'un affaiblissement national, et que l'entreprise de redressement devait commencer aussitôt. Joliot voulait préserver la science française et mettre sur pied les éléments d'un redémarrage rapide à la fin de la guerre. Pendant ce temps, les nazis visitent les laboratoires scientifiques français à Paris et s'installent : le physicien Kurt Diebner et le général Schumann enquêtent sur l'avancement du projet atomique français. Ils envisagent de réquisitionner les laboratoires d'Ivry et du Collège de France.

### Années 1940-1944
Début août 1940, un courrier d'Edmond Faral, administrateur du Collège de France, lui demande ainsi qu'aux autres professeurs du Collège de rentrer sans plus tarder à Paris. Rentré, Frédéric Joliot-Curie refuse de signer l'ordre de reprise du travail demandé par le général Enrich Schumann. Afin de leur faciliter le dialogue, les Allemands font appel à un physicien allemand francophone, bien connu de Joliot-Curie, Wolfgang Gentner.
Gentner est venu en France, en 1933, étudier la physique à l'Institut du radium de Paris, grâce à une bourse de l'université de Francfort. Mais avec l'arrivée de Hitler au pouvoir, cette bourse a été supprimée. Marie Curie, qui a accepté Gentner dans ses locaux, a réussi à lui obtenir une nouvelle bourse pour qu'il puisse rester à Paris. Gentner a pu ainsi, à ce moment, rencontrer Frédéric Joliot, le connaître et nouer avec lui une relation sincère.
Au terme de discussions, un accord se fait pour la remise en route du laboratoire avec des chercheurs allemands sous le contrôle de Gentner pour travailler à la mise en fonctionnement d'un cyclotron et sur des recherches de physique nucléaire générales sans visée militaire,.
Selon Pierre Biquard, scientifique et ami de Joliot-Curie, et sympathisant communiste, Joliot-Curie figurait dans le comité du Front national universitaire fondé à l'appel du PC clandestin en juin 1941 et au printemps 1942, il aurait remis à Pierre Villon, responsable du Front national, sa demande d'adhésion au PCF, adhésion qui ne fut rendue publique qu'à la fin août 1944. Pierre Villon soutient lui qu'il n'aurait reçu cette demande d'adhésion de Joliot-Curie qu'en avril 1944, au moment où celui-ci passait dans la clandestinité. En novembre 1942, Villon avait proposé à Joliot-Curie la présidence d'un comité directeur du Front national, organisation créée par le PCF.
Il est élu membre de l'Académie des sciences en 1943.
Frédéric Joliot-Curie prend part en août 1944 à l'insurrection de Paris contre l'occupation allemande. Il est l'inventeur du cocktail « Joliot-Curie », qui fait des ravages contre les chars allemands à la libération de Paris. Ce « cocktail », composé de trois éléments faciles à trouver à l'époque (acide sulfurique, chlorate de potassium et essence ), n'a pas besoin d'être enflammé lorsqu'il est lancé mais explose lors de l'impact sur les véhicules visés. Le Front national le délègue à l'Assemblée consultative provisoire. Il y siège jusqu'à sa démission en février 1945 en raison de ses autres activités.

### Carrière après-guerre

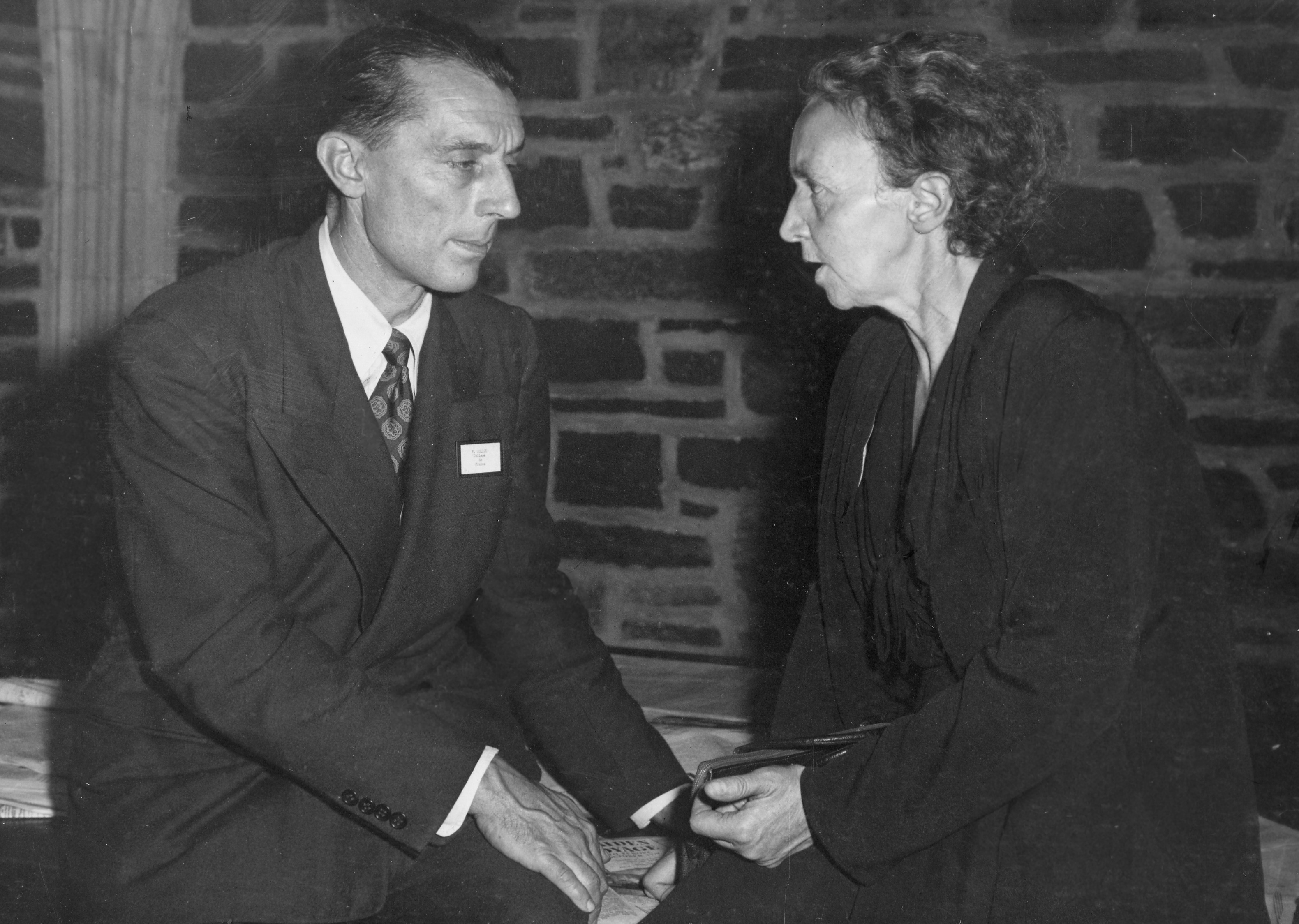
Irène et Frédéric Joliot-Curie, dans les années 1940.

Il est directeur du CNRS du 20 août 1944 au 3 février 1946. En 1945, il participe à la fondation du Commissariat à l'énergie atomique (CEA), dont il est nommé haut-commissaire par le général de Gaulle. En 1948, il supervise la construction à Fontenay-aux-Roses du premier réacteur nucléaire français, la pile Zoé.
Le 28 avril 1950, Frédéric Joliot-Curie est révoqué de son poste de haut-commissaire du CEA par le président du Conseil Georges Bidault sans explications, mais probablement d'une part, en raison de sa forte implication dans la diffusion de « l’appel de Stockholm » et d'autre part de son appartenance au PCF, qui lui valent d'être suspect aux yeux des Américains, alors qu'on est en plein contexte de guerre froide. Il avait déclaré au cours d'un meeting d'avril 1950 : « Les savants communistes et progressistes ne donneront pas une miette de leur savoir pour la bombe atomique ».
Frédéric Joliot-Curie est remplacé par le physicien Francis Perrin, et l'année suivante Pierre Guillaumat est nommé administrateur général du CEA.
En 1955, Joliot-Curie est l’un des onze signataires du manifeste Russell-Einstein.
À la mort de sa femme Irène en 1956, il reprend la charge de sa chaire de physique nucléaire à la faculté des sciences de Paris ainsi que la direction de l'Institut du radium, tout en conservant son poste au Collège de France. C'est à cette époque que sa santé commence à décliner et il meurt le 14 août 1958 d'une maladie du foie qui, comme la cause de la mort de sa femme, est imputée à une surexposition aux radiations. Des obsèques nationales, comme deux ans auparavant pour Irène, sont décrétées par le général de Gaulle ; son corps repose auprès de celui de sa femme au cimetière de Sceaux. Jean Teillac lui succède à la chaire de physique et à la direction de l'Institut du radium.
Au cinéma, Frédéric Joliot-Curie a joué son propre rôle dans le film de Jean Dréville La Bataille de l'eau lourde (1948).

## Engagement politique

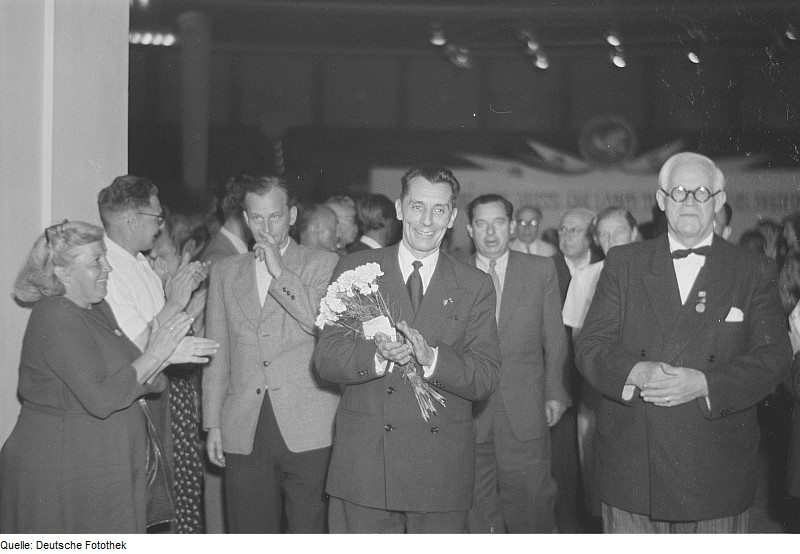
Frédéric Joliot-Curie à Berlin en 1952.

Frédéric Joliot était membre du Parti communiste français depuis 1942, membre du Comité central en 1956. En 1949, il témoigne au procès Kravtchenko contre celui-ci. Il fut par ailleurs président du Conseil mondial de la paix de 1949 à 1958. Dans ce cadre, il lance en 1950 l'appel de Stockholm visant à l'interdiction de la bombe atomique. À ce titre, il reçoit le prix Staline international pour la paix (nommé prix Lénine depuis 1956 lors de la déstalinisation) et il est relevé de ses fonctions de haut-commissaire du CEA la même année. En 1955, il est l'un des onze signataires du manifeste Russell-Einstein qui met en lumière les dangers créés par les armes nucléaires et appelle les principaux dirigeants du monde à rechercher des solutions pacifiques aux conflits internationaux.
De 1946 à 1955, il a assumé aussi la présidence de l'Union rationaliste et de 1946 à 1956, celle de France-URSS de 1947 à 1954, et celle de la Fédération mondiale des travailleurs scientifiques.

## Publications
- Deux heures de physique, 1930.
- Étude électrochimique des radioéléments. Applications diverses, 1930.
- Sur la projection cathodique des éléments et quelques applications, 1931.
- Propriétés électriques des métaux en couches minces préparées par projection thermique et cathodique, 1931.
- La projection de noyaux atomiques par un rayonnement très pénétrant, 1932.
- L'électron positif, 1934.
- Radioactivité artificielle, 1935.
- La Constitution de la matière et la Radioactivité artificielle, 1937.
- Allocution de Frédéric Joliot-Curie à la 3e assemblée générale de la Fédération mondiale des travailleurs scientifiques, 1953.
- Un plan U.S.A. de mainmise sur la science, 1953.
- Cinq années de lutte pour la paix, 1954.
- Textes adoptés par le Bureau du Conseil mondial de la Paix à Vienne le 19 janvier 1955, 1955.
- La Paix, le désarmement et la coopération internationale, 1959.
- Textes choisis, 1959.
- Œuvres scientifiques complètes de Frédéric et Irène Joliot-Curie, 1961.

## Hommages
- Dès 1959, le Mouvement de la paix français lui rend également hommage en éditant une carte postale sur laquelle son portrait, dessiné par Picasso, est accompagné du texte suivant : « En hommage au grand savant dont chaque homme doit garder en mémoire les avertissements solennels sur le péril atomique ».
- 1961 : l'Union astronomique internationale a donné le nom de Joliot à un cratère lunaire en son honneur.
- En 1966, la commission de toponymie des îles Kerguelen nomme un sommet de la péninsule Rallier du Baty culminant à 1 005 m, le pic Joliot-Curie, en hommage au couple Frédéric et Irène Joliot-Curie[25].
- Le 28 mai 1982, la poste française émet, dessiné et gravé par Claude Andréotto, un timbre-poste à sa mémoire, associé à celui d'Irène Joliot-Curie. Plusieurs pays ont émis des timbres-poste à son effigie, peu après sa mort, associant la figure du savant à la colombe de la paix : l'Union soviétique (1958), la Chine populaire, l'Albanie, la Roumanie et la Tchécoslovaquie (1959), la Hongrie (1960). La République démocratique allemande l'a fait en 1964 et en 1980. La Mauritanie lui a rendu la même forme d'hommage que la France, pour célébrer, avec sa femme Irène, le prix Nobel de 1935.
- De nombreux établissements scolaires portent son nom partout en France : en 2015, Irène et Frédéric Joliot-Curie sont les dix-neuvième et vingtième personnages les plus célébrés au fronton des 67 000 établissements publics français : pas moins de 254 et 241 écoles, collèges et lycées leur ont donné leur nom, derrière Joseph (880), Jules Ferry (642), Notre-Dame (546), Jacques Prévert (472), Jean Moulin (434)[26].
- Il y a de nombreuses rues, boulevards ou places « Irène-et-Frédéric Joliot-Curie » en France : à Bordeaux, Ivry-sur-Seine, Nanterre, Montreuil, Reims, Saint-Denis, etc.
- Il y a à Sofia, en Bulgarie, une station Frédéric Joliot-Curie, sur les lignes 1 et 4 du réseau de métro de la ville.
- Un arrêt de tram de la ville de Lyon porte son nom accolé à celui de Marcel Sembat.
- Une rue des villes de Gif-sur-Yvette et Orsay porte son nom et celui de sa femme Irène.

## Distinctions

### Médailles et prix scientifiques attribués en commun à Irène Curie et Frédéric Joliot
- 1932 : Médaille Mateucci de la Société italienne des sciences ;
- 1933 : prix Henri-Wilde de l'Académie des sciences ;
- 1934 : prix Marquet de l'Académie des sciences ;
- 1935 : prix Nobel de chimie ;
- 1940 : médaille quinquennale Barnard de l'Académie nationale des sciences des États-Unis ;
- 1950 : titre de docteur honoris causa de l'université Marie Curie-Skłodowska[27] ;
- 1951 : titre de docteur honoris causa de l'université Jagellonne[28] ;
- 1954 : médaille d'or Lavoisier de l'Académie des sciences.

### Distinctions attribuées à Frédéric Joliot
- 1923 : Médaille Pierre-Curie de l'Association des Anciens élèves de l'École de physique et chimie de la Ville de Paris[8] ;
- 1936 : médaille de la Société des ingénieurs civils ;
- 1938 : médaille de la Société chimique de France ;
- 1946 : médaille Praesenster de l'Association des ingénieurs de Liège ;
- 1946 : commandeur de la Légion d'honneur au titre de la Résistance ;
- 1947 : membre étranger de la Royal Society britannique ;
- 1948 : médaille Hughes de la Royal Society britannique ;
- 1950 : Prix Staline pour la paix.

Le Service hospitalier Frédéric-Joliot est implanté dans l'hôpital d'Orsay (Essonne). Dépendant du centre CEA de Saclay, il a été créé pour développer les applications du nucléaire dans le domaine médical : scintigraphies classiques et aussi tomographie par émission de positons (TEP) grâce à l'usage d'un cyclotron sur place.

## Dans la fiction
- Il apparaît dans la série de bandes dessinées La Brigade chimérique (2009-2010), dans laquelle il participe aux côtés de sa femme Irène Joliot-Curie à la remise sur pied de l'Institut du radium.
- 1966 : Paris brûle-t-il ? : film de René Clément dans lequel il est incarné par le comédien Sacha Pitoëff.
- 2006 : Marie Besnard, l'empoisonneuse : téléfilm de Christian Faure, dans lequel il est interprété par Maurice Antoni.